# Transportowy Dozór Techniczny
Transportowy Dozór Techniczny (TDT) – państwowa osoba prawna utworzona na podstawie art. 42 ust. 1 ustawy z dnia 21 grudnia 2000 r. o dozorze technicznym. Powstała z połączenia Dozoru Technicznego Żeglugi Morskiej i Kolejowego Dozoru Technicznego. 
Siedziba TDT znajduje się w Warszawie, przy ul. Puławskiej 125.

## Zakres działania
Instytucja obejmuje swoim dozorem:
- urządzenia techniczne zainstalowane na obszarze kolejowym, w kolejowych pojazdach szynowych oraz na bocznicach kolejowych,
- osobowe i towarowe koleje linowe oraz wyciągi narciarskie,
- zbiorniki, w tym cysterny wykorzystywane w ruchu kolejowym, drogowym i żegludze śródlądowej,
- urządzenia techniczne na statkach morskich (z wyłączeniem statków, na których urządzenia techniczne objęte są nadzorem technicznym instytucji klasyfikacyjnej), pontonach, dokach oraz na terenie portów i przystani morskich,
- urządzenia związane bezpośrednio z żeglugą morską, w szczególności urządzenia ciśnieniowe, bezciśnieniowe, zbiorniki (cysterny) i dźwignice,
- urządzenia techniczne w ciągach technologicznych portowych baz przeładunkowych oraz urządzenia techniczne stanowiące wyposażenie innych stanowisk usytuowanych na terenie przeznaczonym do prac przeładunkowych i innych czynności wchodzących w zakres obsługi żeglugi morskiej[4].

## Dyrektorzy
- Jan Urbanowicz (2001–2014)
- Andrzej Kolasa (2014–2015, p.o.)
- Jan Urbanowicz (2015[5]–2023)
- Krzysztof Bujański (2023–2024, p.o.)[6]
- Agnieszka First (od 2024, p.o)[7]

## Siedziba
Do 31 grudnia 2019 TDT miał siedzibę w biurowcu Chałubińskiego 8 przy ul. Tytusa Chałubińskiego 8. Od 2020 ma siedzibę w Warszawie we własnym budynku przy ul. Puławskiej 125.